# Club Atlético de Madrid (rugby)
El rugby es una de la secciones deportivas desaparecidas del Club Atlético de Madrid. Ha tenido una vida discontinua desde su creación en 1914. Compitió por última vez en 2014, gracias a un acuerdo con el club CRC Madrid. El mayor éxito de su historia fue la conquista del Campeonato de España (actual Copa del Rey de Rugby) en 1949.

## Historia

### Inicios y primeros títulos (1914-1928)

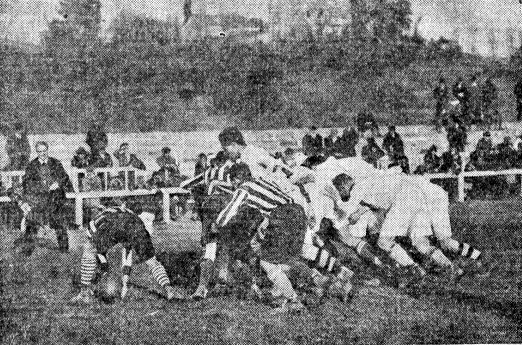
Primer derbi madrileño de rugby entre Atlético y Real Madrid, disputado en enero de 1925 en el Metropolitano.

El equipo de rugby del entonces Athletic Club de Madrid fue creado en 1914 por los hermanos Quique y Ramón Simó, Ramón Resines y Felipe Muñoz Delgado y Marín. En sus primeros años luchó por la hegemonía del rugby castellano contra equipos como el Real Madrid, la Sociedad Gimnástica Española, la AD Ferroviaria y la Academia de Infantería de Toledo. En 1923 conquistó por primera vez el Campeonato de Castilla y repitió en 1927 y 1928. El equipo estaba integrado por los hermanos Quique y Ramón Simón (que actuaban como delegados), Richi, Troyano, Morales, Otaño, Paladini, De Pablo, Beremny, López Bosch, Bauer, Ricardo, Ramón Resines, Ratford, Gorman, La Cerda, Sambasilio, Pedraja, Méndez Vigo, L. Delgado y Marzabeitia. Los partidos se jugaba en el Stadium Metropolitano de Madrid.

### Años grises (1929-1945)
En los años 1930 el equipo rojiblanco quedó relegado a un segundo plano en el campeonato regional, ante la hegemonía de la Gimnástica y del Real Madrid, lo que le dejó sin opciones de acudir al entonces naciente Campeonato de España de rugby.
En los años posteriores a la Guerra Civil (1936-1939) la sección tuvo una actividad discontinua. Rafael González se convirtió en el delegado del rugby del Atlético Aviación. En 1940 el club se inscribió en el Campeonato de Castilla, junto a la Ferroviaria y la Gimnástica, pero el torneo no llegó a celebrarse. Al año siguiente estos mismos equipos iniciaron el Campeonato de Rugby de Madrid, del que solo llegó a disputarse un encuentro. En 1942 el Atlético Aviación no contó con equipo de rugby, que se recuperó para participar en el Campeonato de Madrid de 1943, ganado por el equipo del Sindicato Español Universitario (SEU). En 1944 el rugby atlético se ausentó nuevamente de las competiciones. En 1945 volvió a participar en el Campeonato de Castilla. Fue subcampeón, tras el SEU, y obtuvo una plaza para acudir al campeonato español, la Copa del Generalísimo. El debut del Atlético en un torneo nacional de rugby tuvo lugar el 6 de mayo de 1945, siendo claramente superado por el FC Barcelona (32-3). Tras este fiasco la sección se disolvió, una vez más, y se mantuvo inactiva durante tres años.

### Años dorados (1948-1955)
En 1948 la sección del rugby fue recuperada por el presidente Cesáreo Galíndez, quien quería fomentar los deportes amateurs en el seno del Atlético de Madrid. Juan Antonio Martínez Medina fue nombrado delegado de la sección. El club colchonero participó desde octubre a diciembre de ese año en la Copa Otoño. El S.E.U. de Madrid se proclamó campeón en tanto que el Atlético finalizó tercero después de perder dos encuentros. En diciembre, los rojiblancos, se adjudicaron la Copa de Navidad tras superar al S.E.U y a las Facultades de Medicina y Arquitectura. En el Campeonato de Castilla jugado del 6 de febrero al 6 de marzo de 1949, el atlético quedó empatado con el Arquitectura en la segunda posición con 3 puntos. El 20 de marzo, el Atlético derrotó por 9-6 al arquitectura en el partido de desempate del segundo puesto. De este modo, se clasificaron para el Campeonato de España. El 1 de mayo, en los cuartos de final, el Atlético batió por 21-0 al S.E.U. de León, subcampeón de España, en el Estadio de Leguido (León). Una semana después, en las semifinales, el Atlético empató a doce contra la Facultad e Derecho de Madrid en la Ciudad Universitaria. El 11 de mayo, en el encuentro de desempate, el equipo colchonero se impuso por 6-0 en la Ciudad Universitaria. El Atlético Madrid accedía por primera vez en su historia a la final del Campeonato de España. La Santboyana , actual campeón, sería el rival rojiblanco,. El 15 de mayo de 1949, el Atlético de Madrid ganó por 8-3 a la UE Santboiana en la final del Campeonato de España celebrada en el Estadio de Montjuich (Barcelona). El Atlético consiguió su primer título con un equipo compuesto por los hermanos Duralde (Ramón y Fernando), L. Bravo, Alarcón, Peña, Arce, Feliciano, Jose Luis San Juan, Moret, Artola, Puche, Roberto Ibáñez, De Miguel, Cubillo y E. Bravo.

### Regreso con el Arquitectura (1957-1959)
En octubre de 1957, el rugby retornó al Atlético Madrid gracias a una fusión con el Arquitectura de Madrid. Esto fue posible ya que el capitán del Arquitectura era también el presidente del Atlético, Javier Barroso. Competía como Arquitectura en los campeonatos universitarios nacionales y como Atlético en los campeonatos de Castilla y en 1958 en el Campeonato de España, donde cayó en semifinales ante la UE Santboiana. 
En la siguiente campaña, el Atlético Madrid no se clasificó para el Campeonato de España. Así, en el verano de 1959, la directiva colchonera decidió suprimir la sección.

### Nueva etapa con el CRC (2012-2014)
El retorno a la División de Honor abrió la puertas al CRC para llevar los colores del Atlético de Madrid, gracias al acuerdo entre Grupo Santa Mónica Sport y el club colchonero que permitía a la empresa de marketing deportivo explotar la marca Rugby Atlético de Madrid por tres años prorrogables. Al mismo tiempo, Grupo Santa Mónica Sport había comprado los derechos comerciales del CRC, que pasaba a denominarse Rugby Atlético de Madrid, un equipo formado por una mayoría de jugadores del anterior club, con incorporaciones de jóvenes jugadores españoles y tres refuerzos de la liga argentina, una de las más fuertes del mundo. CRC, por su parte, se hacía cargo de la dirección deportiva del equipo, que sería gestionado comercialmente por GSMS.En la temporada 2012/13, Miguel Ángel Puerta se convirtió en el entrenador. La plantilla estuvo formada por: Javier Salazar, Victorio Frutas, Alejandro Onega, Martín Rey, Sean Grenfell, Miguel Esteban, Javier Braim, Carlos Molina, Ramón Narváez, Santiago Ojeda, Miguel Ramírez, Alejandro Cantarero, Arturo Brasca, Nacho Heredia, Izco Armental, Javier Canosa, Telmo Romero, Jacobo Martín, Mateo Romanelli, Martín Gonzalo, Tomek Przybyszewski, Fran Cloppet, Fran Rohrer, Miguel Fernández, Antonio Llamas, Marcos Nodriz, Rubén Torres, Beñat Jaramillo, Daniel Fernández, Guillermo Blanco. El Atlético disputó sus partidos como local en el Campo Valle de las Cañas en Pozuelo de Alarcón, (Madrid). El resultado en su temporada de debut, se metió en play-off por el título después de acabar sexto. Miguel Ángel Puerta había sumado 12 victorias, 2 empates y 8 derrotas. En los cuartos de final de la eliminatoria por el título, el Rugby Atlético Madrid eliminó al Bizkaia Gernika R.T tras vencer por 15-29 en Guernica. Luego, en semifinales, los madrileños se midieron a la Unió Esportiva Santboiana Seat de Barcelona. En el partido jugado en Barcelona, la Santboiana se impuso por 28-17. El Rugby Atlético Madrid quedó apeado en las semifinales. En la Copa del Rey, en la fase inicial quedó encuadrado en el grupo C, con la Unió Esportiva Santboiana Seat y el Bizkaia Gernika R.T. En el primer partido de grupo venció a la Santboiana por 22-14 en Pozuelo de Alarcón, el pase a semifinales se la jugó con el Bizkaia Gernika en Guernica, los rojiblancos de Puerta perdieron por 29-10.
El 8 de junio comenzó la temporada de Rugby a 7 para los rojiblancos, fue en el XXIII Torneo Internacional Rugby Seven de Madrid, donde en la Copa PLATA, el Rugby Atlético logró imponerse tras vencer en la final de dicha categoría al equipo inglés de los Eagles por 38 - 21. El 15 de junio en el Campeonato Nacional de Rugby a 7 de Marbella, el Rugby Atlético se proclama campeón de España al vencer en la final al CAU Valencia por 29-10, tras acabar ambos equipos los dos primeros del grupo único. 
Para la temporada 13/14, el Rugby Atlético se traslada a la localidad de Tres Cantos, (Madrid). Miguel Ángel Puerta deja su paso a José Antonio Barrio como entrenador principal, como ayudantes; Víctor Barrio (Tres cuartos) y José Luis Ballesteros (Ataque). La plantilla estuvo formada por: Javier Salazar, Marcos Domenech, Victorio Frutas, Rubén González, Antonio José Llamas, David Soler, Alejandro Onega, Gastón Ibarburu; Ignacio Vazquez, Sebastián Deira; Javier Canosa, Fran Cloppet; Jacobo Beamonte; Juan Carbón, Telmo Romero Imaz, Alejandro De La Rosa, Miguel Ramírez, Daniel Fernández, Santiago Botán, Joaquín Vazquez, Agustín Vergara; Carlos Molna; Rubén Torres, Tomek Przybyszewski; Rodrigo Ruíz, Alexander Von Kursell; Arturo Brasca; Izko Armental, Carlos Delgado, Jeremy Santos; Alejandro Cantarero; Pierre Philponeau; Borja Sanz, Pablo Fontes, Iñigo Balbín; Joaquín Mollinero, Zachary Taylor. El Atlético disputó sus partidos como local en el Centro Deportivo Gabriel Parellada. Se clasifica para la fase final de la Copa del Rey, como cuarto clasificado al finalizar la primera vuelta del campeonato. En cuartos de final cae eliminado ante AMPO Ordizia R.E. por 13-18 en Tres Cantos.
En agosto de 2014, el Grupo Santa Mónica Sport, decidió ejecutar una de las cláusulas que había en el contrato, y retiró el patrocinio, aunque el acuerdo en un principio era hasta 2015. El Atlético de Madrid dejó de tener equipo de rugby de manera oficial. El que fuera equipo colchonero volvió a llamarse CRC Pozuelo, y recuperó sus colores anteriores. A pesar de esto, las relaciones entre ambos clubs siguieron siendo excelentes. De hecho los colchoneros le ofrecieron la posibilidad de seguir llevando su nombre aunque no hubiese acuerdo con GSMS, algo que el CRC rechazó. El club azul y amarillo volvió a Pozuelo de Alarcón tras su paso por Tres Cantos.

## Palmarés

### Títulos nacionales
| Competición                        | Títulos  | Subcampeonatos                 |
| ---------------------------------- | -------- | ------------------------------ |
| División de Honor (0/2)            |          | 1952/53 y 1953/54.             |
| Copa del Rey (1/5)                 | 1949.    | 1950, 1951, 1952, 1953 y 1955. |
| Campeonato de España Rugby a 7 (1) | 2012/13. |                                |

### Títulos regionales
| Competición                  | Títulos                        | Subcampeonatos                                   |
| ---------------------------- | ------------------------------ | ------------------------------------------------ |
| Campeonato de Castilla (5/8) | 1923, 1927, 1928, 1952 y 1954. | 1945, 1948, 1949, 1950, 1951, 1953, 1955 y 1958. |

### Títulos amistosos
| Competición                                                 | Títulos                  | Subcampeonatos |
| ----------------------------------------------------------- | ------------------------ | -------------- |
| Copa Automóviles (1)                                        | 1926.                    |                |
| Trofeo de Navidad (4)                                       | 1948, 1949, 1950 y 1951. |                |
| Copa Mateos (1)                                             | 1951.                    |                |
| Trofeo Chicheri (1)                                         | 1951.                    |                |
| Torneo Internacional Rugby Seven de Madrid (Copa Plata) (1) | 2013.                    |                |